# Ахиллеос, Крис
Крис Ахилле́ос (в английском произношении — Акилле́ос; англ. Chris Achilleos; 1947, Фамагуста, остров Кипр — 9 декабря 2021) — британский художник-фантаст.

## Биография
Ахиллеос родился в Фамагусте на острове Кипр, бывшим в то время колонией Великобритании, вырос в сельской местности недалеко от Фамагусты. В 1960 году, после кончины отца, он вместе с матерью и тремя сёстрами переехал в Англию, поселился в Лондоне. Ахиллеос увлёкся комиксами, которые помогали ему учить английский язык. Под впечатлением от работ Фрэнка Беллами он сам начал рисовать. Позднее, после знакомства с комиксами и иллюстрациями американских авторов, Ахиллеос стал пробовать себя в жанре фэнтези. Наибольшее влияние на его творчество оказали работы Фрэнка Фразетты, в частности его картина The Destroyer.
В 1965 году Ахиллеос поступил в лондонский Колледж искусств Хорнси, выбрав своей специальностью техническую иллюстрацию. В 1968 году один из его преподавателей устроил Криса на его первую работу в качестве иллюстратора, взяв своим помощником на заказ по оформлению книги The Moon Flight Atlas Патрика Мура. Окончив колледж в 1969 году, Ахиллеос устроился на работу штатным иллюстратором в студию Brian Boyle Associates, которой владело издательство Tandem Books. Его первым заказом было оформление обложек для британских изданий ряда американских книг, в том числе замена для оригинальных работ Фразетты. За два года Ахиллеос нарисовал несколько десятков обложек, а также получил значительный профессиональный опыт. Уйдя с работы, он недолго пробыл фрилансером, после чего устроился в студию Arts of Gold. Ему было доверено создание обложек для популярной серии книжных адаптаций телесериала «Доктор Кто», а также переиздания серии романов о Пеллюсидаре Эдгара Райса Берроуза. В 1975 году, после пожара на студии и гибели её основателя в автокатастрофе, Arts of Gold закрылась, а Крис вновь стал фрилансером.
Работая фрилансером, Ахиллеос сотрудничал с рядом британских мужских журналов, таких как Men Only, для которых он рисовал женщин в стиле пинап и гламурные иллюстрации. Вскоре он полностью сосредоточился на иллюстрациях в жанре фантастики. В 1978 году издательство Dragon’s World Ltd выпустило его первый сборник иллюстраций, получивший название Beauty and the Beast, который имел значительный успех и разошёлся тиражом свыше 100 тыс. копий по всему миру. Через год вышел ещё один его сборник Amazons, в который вошли изображения женщин-воительниц. Из-за кризиса на британском рынке фантастической литературы Ахиллеос снова стал сотрудничать с мужскими журналами, а также кинокомпаниями, для которых он рисовал афиши и обложки литературных адаптаций. Первой крупной его работой в этом направлении стал культовый мультфильм 1981 году «Тяжёлый металл», для которого он нарисовал постер и придумал образ героини Таарны.
В 1984 году Ахиллеос создал обложки к серии романов во вселенной «Звёздного пути». Когда в Великобритании под влиянием ролевых игр возродился интерес к фэнтези, он стал работать на компанию Games Workshop. В 1986 и 1988 годах Ахиллеос выпустил ещё два сборника работ, получивших название Sirens и Medusa. В них помимо уже завершённых иллюстраций содержались также карандашные наброски, демонстрирующие технику рисования автора, которые пользовались популярностью у студентов художественных школ. Несмотря на значительный международный успех его сборников, сам автор получил за них небольшой гонорар из-за того, что издательство Dragon’s World большой процент оставляло себе. Крис разорвал отношения с компанией и в 1990-х годах через суд добился от неё возвращения ему всех прав на ранее выпущенные сборники. В то же время Ахиллеос продолжал работать с кинокомпаниями. Он нарисовал постеры для фильмов «Бегущий по лезвию» (1982), «Супердевушка» (1984) и «Покровитель» (1985), участвовал в качестве концептуального художника в создании фильма «Уиллоу» (1988).
С начала 1990-х годов Ахиллеос работал над серией коллекционных карточек с изображением амазонок, основанных на его более ранних работах. В 2004 году он после шестнадцатилетнего перерыва выпустил новый сборник иллюстраций Amazona. В том же году Крис в качестве художественного консультанта работал над фильмом «Король Артур». Жил и работал в Лондоне.

## Личная жизнь
В 1970 году Ахиллеос женился на Анджеле Уокер. У них родилось две дочери: Эстер (1971) и Анна (1977). В 1986 году Крис развёлся.